# La Ginesta (Montseny)
La Ginesta és una masia del municipi de Montseny (Vallès Oriental) inclosa en l'Inventari del Patrimoni Arquitectònic de Catalunya. La masia va donar el nom a un petit barri d'unes poques cases més recents: Casanova de la Ginesta (ben protegit pel Poum) i la Torre de la Ginesta (edificació en sol no urbanitzable).

## Descripció
La planta del conjunt es presenta complicada, el cos principal té la façana encaixonada per les dependències que estan en diferents alçades obeint el desnivell del terreny, i en posició paral·lela al cos principal. Totes les parts del conjunt tenen la teulada a una sola vessants. La porta és allindanada. L'edificació ha patit diverses reestructuracions i restauracions bastant modernes. L'estable es veu més antic, de maçoneria sense arrebossar, amb una porta de llinda de fusta i dues finestretes amb ampit. També és cobert a una sola vessant, sobre façana. La construcció actual data del 1800, tot i que el mas és més antic.

## Història
La Ginesta ja s'esmenta el 1470 i el 1515 s'esmenta Pere Ginestra, possiblement relacionat amb aquesta masia.